# Constance Bulwer-Lytton
Lady Constance Georgina Bulwer-Lytton (Vienna, 12 gennaio 1869 – Londra, 2 maggio 1923) è stata una nobildonna e scrittrice inglese, nonché una suffragetta e attivista per il voto alle donne, usando il nome di Jane Warton.

## Biografia
Era la figlia di Robert Bulwer-Lytton, I conte di Lytton, e di sua moglie, Edith Villiers. Suo padre era il viceré dell'India, dove la figlia ha trascorso i primi undici anni della sua vita; è stato lui a dare l'annuncio che la regina Vittoria era l'Imperatrice d'India.
Nonni materni di Constance erano Edward Villiers ed Elizabeth Liddell; mentre i nonni paterni erano i romanzieri Edward Bulwer-Lytton, I barone di Lytton e Rosina Doyle Wheeler. La bisnonna di Constance era l'attivista per i diritti delle donne Anna Wheeler.
Nei primi anni in India, Constance fu educata da una serie di governanti, e secondo come riferito, ebbe un'infanzia solitaria. Anche se crebbe in Inghilterra, circondata da molti dei più grandi artisti, politici e letterari del tempo, Constance tendeva a respingere lo stile di vita aristocratica, e dopo la morte di suo padre si ritirò e si prese cura di sua madre.

## Suffragio femminile
Nel 1905 ricevette in eredità £ 1.000 dalla sua prozia, nonché madrina, Lady Bloomfield. Decise di donare la somma a Esperance Club. Il club era stato fondato da Emmeline Pethick-Lawrence e Mary Neal in risposta alle condizioni dolorose per le ragazze di Londra.
Tra il settembre 1908 e l'ottobre 1909 si dedicò completamente alla causa delle suffragette.
Successivamente ha incontrato altre suffragette, tra cui Annie Kenney, al 'Green Lady Hostel' e in un tour della prigione di Holloway.
Constance fu imprigionata due volte nel carcere di Holloway nel corso del 1909, ma a causa della sua cattiva salute (problemi di cuore) trascorse la maggior parte del tempo in infermeria. Quando le autorità scoprirono la sua identità, la rilasciarono. Infuriata per tale disparità di giustizia ne descrisse sul Liverpool Daily Post nel mese di ottobre 1909 per lamentarsi del trattamento di favore che aveva ricevuto.
Mentre era incarcerata durante il marzo 1909 iniziò a mutilarsi. Il suo piano era quello di tatuarsi le parole voto alle donne dal seno alla guancia, in modo che fosse sempre visibile. Ma dopo aver completato la "V" venne medicata per evitare l'avvelenamento del sangue, e il suo piano fu interrotto dalle autorità.
Nell'ottobre 1909 Constance fu arrestata per la seconda volta a Newcastle. Nel gennaio del 1910, viaggiò a Liverpool travestita da sarta sotto il nome di Jane Warton. Fu arrestata dopo un incidente di lancio di sassi sull'auto di un deputato. Dopo il suo rilascio, anche se disperatamente debole, scrisse la sua esperienza per il Times e sul voto alle donne per la rivista mensile del WSPU.
Nel novembre 1911 fu imprigionata a Holloway per la quarta volta, dopo aver rotto le finestre nelle Camere del Parlamento o di un ufficio postale in Victoria Street, a Londra: le condizioni di prigionia erano migliorate dall'ultima sua incarcerazione e le suffragette venivano trattate come prigionieri politici.
Allo scoppio della prima guerra mondiale, nel 1914, Constance diede il suo sostegno alla campagna di Marie Stopes per stabilire il controllo delle nascite cliniche.

## Morte
Constance non recuperò mai completamente la sua salute, dopo un infarto e un ictus. Andò a vivere a Homewood, una casa progettata dal cognato, Edwin Lutyens. Morì il 2 maggio 1923. Fu sepolta con i colori delle suffragette. I suoi resti si trovano nel mausoleo di famiglia.

## Ascendenza
|                                         |                 |                                       | Genitori                          |  |  | Nonni |  |  | Bisnonni             |  |  | Trisnonni              |  |
|                                         |                 |                                       |                                   |  |  |       |  |  | William Earle Bulwer |  |  | William Wiggett Bulwer |  |
|                                         |                 |                                       |                                   |  |  |       |  |  | William Earle Bulwer |  |  | William Wiggett Bulwer |  |
|                                         |                 | Mary Earle                            |                                   |  |  |       |  |  | William Earle Bulwer |  |  |                        |  |
| Edward Bulwer-Lytton, I barone Lytton   |                 |                                       |                                   |  |  |       |  |  | William Earle Bulwer |  |  |                        |  |
|                                         |                 | Elizabeth Barbara Lytton              | Richard Warburton Lytton          |  |  |       |  |  |                      |  |  |                        |  |
|                                         |                 | Elizabeth Barbara Lytton              | Richard Warburton Lytton          |  |  |       |  |  |                      |  |  |                        |  |
|                                         |                 | Elizabeth Barbara Lytton              | Elizabeth Jodrell                 |  |  |       |  |  |                      |  |  |                        |  |
| Robert Bulwer-Lytton, I conte di Lytton |                 | Elizabeth Barbara Lytton              |                                   |  |  |       |  |  |                      |  |  |                        |  |
|                                         |                 | Francis Massy Wheeler                 | …                                 |  |  |       |  |  |                      |  |  |                        |  |
|                                         |                 | Francis Massy Wheeler                 | …                                 |  |  |       |  |  |                      |  |  |                        |  |
|                                         |                 | Francis Massy Wheeler                 | …                                 |  |  |       |  |  |                      |  |  |                        |  |
| Rosina Wheeler                          |                 | Francis Massy Wheeler                 |                                   |  |  |       |  |  |                      |  |  |                        |  |
|                                         |                 | Anna Doyle                            | Nicholas Milley Doyle             |  |  |       |  |  |                      |  |  |                        |  |
|                                         |                 | Anna Doyle                            | Nicholas Milley Doyle             |  |  |       |  |  |                      |  |  |                        |  |
|                                         |                 | Anna Doyle                            | Anna Dunbar                       |  |  |       |  |  |                      |  |  |                        |  |
| Constance Bulwer-Lytton                 |                 | Anna Doyle                            |                                   |  |  |       |  |  |                      |  |  |                        |  |
|                                         | George Villiers | Thomas Villiers, I conte di Clarendon |                                   |  |  |       |  |  |                      |  |  |                        |  |
|                                         | George Villiers | Thomas Villiers, I conte di Clarendon |                                   |  |  |       |  |  |                      |  |  |                        |  |
|                                         | George Villiers | Charlotte Capell                      |                                   |  |  |       |  |  |                      |  |  |                        |  |
| Edward Ernest Villiers                  | George Villiers |                                       |                                   |  |  |       |  |  |                      |  |  |                        |  |
|                                         |                 | Theresa Parker                        | John Parker, I barone Boringdon   |  |  |       |  |  |                      |  |  |                        |  |
|                                         |                 | Theresa Parker                        | John Parker, I barone Boringdon   |  |  |       |  |  |                      |  |  |                        |  |
|                                         |                 | Theresa Parker                        | Theresa Robinson                  |  |  |       |  |  |                      |  |  |                        |  |
| Edith Villiers                          |                 | Theresa Parker                        |                                   |  |  |       |  |  |                      |  |  |                        |  |
|                                         |                 | Thomas Liddell, I barone Ravensworth  | Henry George Liddell, V baronetto |  |  |       |  |  |                      |  |  |                        |  |
|                                         |                 | Thomas Liddell, I barone Ravensworth  | Henry George Liddell, V baronetto |  |  |       |  |  |                      |  |  |                        |  |
|                                         |                 | Thomas Liddell, I barone Ravensworth  | Elizabeth Steele                  |  |  |       |  |  |                      |  |  |                        |  |
| Elizabeth Charlotte Liddell             |                 | Thomas Liddell, I barone Ravensworth  |                                   |  |  |       |  |  |                      |  |  |                        |  |
|                                         |                 | Maria Susannah Simpson                | John Simpson                      |  |  |       |  |  |                      |  |  |                        |  |
|                                         |                 | Maria Susannah Simpson                | John Simpson                      |  |  |       |  |  |                      |  |  |                        |  |
|                                         |                 | Maria Susannah Simpson                | Anne Lyon                         |  |  |       |  |  |                      |  |  |                        |  |
|                                         |                 | Maria Susannah Simpson                |                                   |  |  |       |  |  |                      |  |  |                        |  |